# Enrico Lisei
Enrico Lisei (Genova, 22 ottobre 1961) è un cantautore italiano.

## Biografia
Cantautore, psicologo e psicoterapeuta. Fa parte dei cantautori della scuola genovese.
Inizia a studiare chitarra e pianoforte a Genova.
Nel 1982, con la canzone Genova di Notte, vince il concorso Il Talentiere di Tony Reno e Rita Pavone,  inizia anche a scrivere e comporre canzoni e nel 1988 è semifinalista al Festival di Castrocaro Terme.
Dal 1982 collabora con Francesco Baccini che pubblica alcuni suoi brani  I wish, Giulio Andreotti, Mago Ciro negli album Cartoons (CGD) (1989) e Nomi e cognomi (1992).
Nel 1991 partecipa molte volte alle trasmissioni televisive del Maurizio Costanzo Show e nel 1992 a Raiuno Mattina Estate (1992). Scrive la sigla del programma RAI Viva Colombo.
Nel 1993 partecipa alla 44ª edizione del Festival di San Remo nella sezione Giovani con la canzone La felicità.
Nel 1996 è ospite al Club Tenco.
Nel 1996, pubblica il suo album d'esordio Dove Finisce il mattino.
Nel 2002 rappresenta la tradizione dei cantautori genovesi nella rassegna Chansonnier di Giangilberto Monti. Sempre nel 2002, il secondo album, Mi son perso
Nel 2006 la sua canzone Il mio nome è Luciano fa parte della raccolta Canti della resistenza (Ed. De Ferrari).
Nel 2010 partecipa alla giuria della rassegna Cantautori si nasce, di Indaco-Independent Artistic Company
Continua la sua passione per la musica con concerti e spettacoli, svolta assieme alla professione di psicologo e psicoterapeuta.

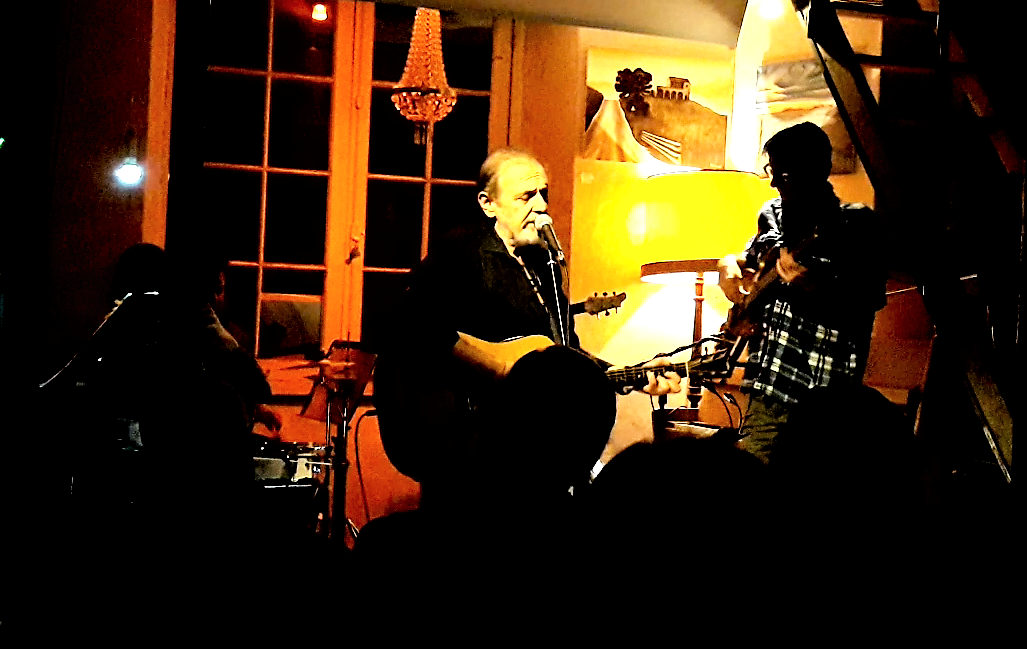
Enrico Lisei in concerto Genova dicembre 2017

Nel 2013 collabora con Gianni Morandi per cui scrive il brano A me capita, pubblicato nell'album Bisogna vivere
Nel 2016 e 2017 la tournée con lo spettacolo «Cantar d'amore».
Nel Gennaio del 2019 esce il suo terzo album "Leggero".
Nel 2021 lo spettacolo «Genova di notte»  assieme a Carlo Denei.

## La Band
Enrico Lisei: Chitarra e Voce
Toni Colucci: Basso
Marco Cravero: Chitarra elettrica
Fabrizio Trullu: Pianoforte
Andrea "il Bale" Balestrieri: Batteria
Sara Fastame: Violoncello
Francesca Crosta: Violino
Simona Briozzo: Vocalist
Palmiro Lisei: Basso

## Discografia

### Album
- 1996 - Dove finisce il mattino (Ed. Borgatti)
- 2002 - Mi son perso (Ed. Borgatti)
- 2019 - Leggero